# Alfieri Maserati
Alfieri Maserati, italijanski dirkač in avtomobilski inženir, * 23. september 1887, Voghera, Lombardija, Italija, † 3. marec 1932, Bologna, Italija.
Alfieri Maserati se je rodil 23. septembra 1887 v italijanskem mestu Voghera, Lombardija, kot četrti izmed bratov Maserati. Leta 1903 sta se Alfieri in Bindo zaposlila v milanski tovarni Isotta-Fraschini, na priporočilo najstarejšega brata Carla. Alfieri le leta 1905 sledil Carlu v Bianchi, leta 1912 pa sta se z Ettorjemem vrnila v Isotta-Fraschini. Leta 1914 so bratje tovarno Societa Anonima Officine Alfieri Maserati.
Alfieri Maserati je debitiral na dirkah za Veliko nagrado že v sezoni 1908, ko je na dirki Grand Prix des Voiturettes z dirkalnikom Isotta-Fraschini zasedel osmo mesto, toda nato ni dirkal vse do sezoni 1920. Po dveh četrtih mestih na dirkah za Veliko nagrado Mugella in Veliko nagrado Gentlemena v sezoni 1921, je v naslednji sezoni 1922 dosegel svojo prvo zmago na dirki za Veliko nagrado Mugella v dobri konkurenci, v tej sezoni pa je dosegel še tretje mesto na dirki za Veliko nagrado Autunna, zdaj v moštvu SA Diatto. Po nekaj sezonah slabših rezultatov je ponovno zablestel v Veliko nagrado Mugella, ko je zmagal na dirki za Veliko nagrado Tripolija, zdaj že v moštvu Officine Alfieri Maserati in z dirkalnikom Maserati 26, in dosegel tretje mesto na dirki Targa Florio. Umrl je leta 1932 v Bologni za posledicami nesreče leta 1928 na manjši dirki.